# Хандриков Митрофан Федорович
Митрофа́н Фе́дорович Ха́ндриков (1 (13) січня 1837, Москва — 25 липня (7 серпня) 1915) — російський астроном і геодезист, член-кореспондент Петербурзької академії наук, професор Київського університету (з 1869) і директор Київської астрономічної обсерваторії, таємний радник.

## Біографія
Народився 1 (13 січня) 1837 року в Москві. Після закінчення курсу в Московському університеті в 1858 році залишений при тому ж університеті і прикомандирований до університетської обсерваторії.
У 1862 році за дисертацію «Порівняння способів, запропонованих Гауссом, Бесселем і Гансеном для обчислення сонячних затемнень» (Москва) удостоєний ступеня магістра астрономії і призначений виконуючим посаду астронома-спостерігача в обсерваторії Московського університету.
У 1865 році за дисертацію «Нарис теорії визначення планетних і кометних орбіт за трьома спостереженнями» (Москва) удостоєний ступеня доктора астрономії.
З 1870 року — професор астрономії Київського університету, в 1870—1901 роках — директор обсерваторії цього університету. При Хандрикові почалися систематичні спостереження на меридіанному колі і пасажному інструменті, було організовано видання «Анналів обсерваторії».

Могила Митрофана Хандриков

Помер 25 липня (7 серпня) 1915 року. Похований у Києві на Лук'янівському цвинтарі (ділянка № 17, ряд 8, місце 15). Надгробок — хрест на постаменті з чорного граніту.

## Праці
Праці Хандрикова присвячені теоретичній і спостережній астрономії та геодезії. Розробив теорію визначення орбіт планет і комет та теорію передобчислення затемнень. Серед них:
- «Про збуреннях в русі комет» (1867);
- «Загальна теорія збурень» (1871);
- «Замітка про обчислення планетних і кометних орбіт за методом Гауса» («матем. Сборник.», Т. VI, 1872);
- «Нарис теоретичної астрономії», Київ, 1883;
- «Теорія руху планет і комет біля Сонця по конічних перетинах» (1890);
- «Теорія фігури Землі» (1900).

Автор ряду підручників з астрономії та математичного аналізу:
- «Система астрономії» (1875—1877);
- «Нарис теоретичної астрономії» (1883);
- «Описова астрономія» (1886);
- «Курс сферичної астрономії» (1889);
- «Курс аналізу» (1887);
- «Аналіз нескінченно малих» (т. 1-3, 1905—1908) та інше.